# Heteropterys sericea
Heteropterys sericea är en tvåhjärtbladig växtart som först beskrevs av Antonio José Cavanilles, och fick sitt nu gällande namn av Adrien Henri Laurent de Jussieu. Heteropterys sericea ingår i släktet Heteropterys och familjen Malpighiaceae. Inga underarter finns listade i Catalogue of Life.